# فرامرز (راهنمای سفر)
فرامِـرز (انگلیسی: Frommer's) یک کتاب راهنمای سفر است که آرتور فرامر در سال ۱۹۵۷ نگارش و انتشار آن را آغاز کرد. این راهنما از آن زمان تا کنون گسترش یافته و شامل بیش از ۳۵۰ کتاب راهنما در ۱۴ دوره و همچنین رسانه‌های دیگر از جمله یک نمایش رادیویی همنام و یک وب سایت شده‌است. در سال ۲۰۱۷، این شرکت ۶۰ سالگی خود را جشن گرفت. فرامرز از سال ۲۰۰۷ یک وبلاگ مرتبط با سفر در وب سایت این شرکت منتشر می‌کند.